# Ernst Commer
Ernst Ludwig Theodor Commer (* 18. Februar 1847 in Berlin; † 24. April 1928 in Graz) war ein deutscher katholischer Theologe und Philosoph. Er gilt als bedeutender Vertreter der Neuscholastik im deutschen Sprachraum.

## Leben
Ernst Commer war ein Sohn des deutschen Komponisten und Musikforschers Franz Commer. Er legte das Abitur ab und studierte anschließend Jurisprudenz in Berlin, Bonn und Göttingen. 1869 wurde er Doktor des Zivil- und Kirchenrechts und arbeitete daraufhin als Gerichtsreferendar, wandte sich aber bereits 1870 dem Studium der Philosophie und Theologie in Tübingen und Würzburg zu. Ab 1870 war er Mitglied der katholischen Studentenverbindung AV Guestfalia Tübingen im CV. In Würzburg wurde er Mitglied der KDStV Markomannia im CV. Am 28. Juni 1872 wurde er in Breslau zum Priester geweiht und wirkte als Kaplan in Hirschberg im Riesengebirge. 1873 setzte er sein Studium in Rom an der Päpstlichen Universität Gregoriana sowie am Collegio di San Tommaso fort und erlangte an letzterer Institution 1880 den akademischen Grad eines Doktors der Theologie. Während seines Rom-Studiums lebte er im Priesterkolleg Santa Maria dell’ Anima.
Vor dem Erreichen dieses Titels war Commer ab 1875 als Repetitor für Philosophie am Priesterseminar Regensburg und ab 1877 als Philosophiedozent am St Edward’s College, einem Priesterseminar in Liverpool, tätig. Am 9. Oktober 1884 wurde Commer außerordentlicher Professor für Moraltheologie an der Universität Münster und am 4. April 1888 ordentlicher Professor für Fundamentaltheologie und philosophisch-theologische Propädeutik an der Universität Breslau. 1886 war er Mitbegründer und bis 1920 Herausgeber des Jahrbuchs für Philosophie und spekulative Theologie (ab 1914 Divus Thomas genannt).
Nach der Jahrhundertwende wechselte Commer am 1. Oktober 1900 als Professor für katholische Dogmatik an die Theologische Fakultät der Universität Wien. Seine Berufung auf diesen Lehrstuhl war von aufgeschlossenen Professoren wie Franz Martin Schindler betrieben worden, die hierin Unterstützung von Unterrichtsminister Wilhelm von Hartel und Kaiser Franz Joseph I. erfahren hatten. In Wien kam Commer auch bald in Berührung mit den katholischen Studentenverbindungen Norica und Rudolfina, deren Mitglied er wurde. Zudem war er ehrenhalber noch Mitglied bei den CV-Verbindungen Saxonia Münster, Suevia Berlin und Winfridia Breslau.
Commer teilte mit seinem Würzburger Studienfreund Herman Schell das Anliegen, die unverfälschte Lehre des Thomas von Aquin zu erneuern (Neuthomismus). Commer missbilligte allerdings seit den 1890er Jahren mehr und mehr die modernisierenden Tendenzen von Schell und entwickelte sich zu seinem öffentlichen Gegner. Nach dem frühen Tode Schells (1906) wurde er für seine Anti-Schell-Schrift von 1907 sogar von Papst Pius X. öffentlich belobigt, während Schell-Verteidiger wie Franz Xaver Kiefl ihm empört entgegentraten. In Rom hatte Commer einen starken Rückhalt an seinem Freund, dem Dominikaner Thomas Esser, der Sekretär der Indexkongregation war. Commer profilierte sich auch als Kritiker der Theologen Albert Ehrhard, Heinrich Schrörs und Joseph Mausbach und galt bald als einer der schärfsten Gegner des Reformkatholizismus und des sogenannten Modernismus. Als Commer am Ende des Sommersemesters 1911 krankheitshalber in den Ruhestand trat, verlieh ihm Pius X. den Ehrentitel eines Apostolischen Protonotars.
Commer, der sich in seinen philosophischen und theologischen Werken als Anhänger von Aristoteles und Thomas von Aquin zeigte, verbrachte seinen Lebensabend in Graz in der Nähe der dortigen Dominikaner-Hochschule und starb dort am 24. April 1928 im Alter von 81 Jahren. Er wurde in der Gruft der ehemaligen Grazer Dominikanerkirche beigesetzt.

## Werke (Auswahl)
- Die Katholizität nach dem heiligen Augustin, Breslau 1873
- Die philosophische Wissenschaft, Berlin 1882
- System der Philosophie, 4 Bände, Münster 1883–86
- Die Logik, Paderborn 1897
- Die immerwährende Philosophie, 1899
- Die Kirche in ihrem Leben und Wesen, 1904
- Hermann Schell und der fortschrittliche Katholizismus. Ein Wort zur Orientierung an gläubige Katholiken, Wien 1907
- Die jüngste Phase des Schellstreites, Wien 1909